# Rosey Fletcher
Gabrielle Rose Fletcher, detta Rosey (Anchorage, 30 novembre 1975), è un'ex snowboarder statunitense.

## Palmarès

### Olimpiadi
- 1 medaglia:
  - 1 bronzo (Torino 2006 nello slalom gigante parallelo)

### Mondiali
- 2 medaglie:
  - 2 bronzi (Berchtesgaden 1999 nello slalom gigante parallelo; Madonna di Campiglio 2001 nello slalom gigante parallelo)